# Martina Moser
Martina Moser és una centrecampista de futbol amb 109 internacionalitats per Suïssa. Ha jugat el Mundial 2015, i amb les categories interiors va jugar el Mundial sub-20 2006.
Actualment juga a la Bundeslliga amb el TSG 1899 Hoffenheim.

## Trajectòria
| Temporades    | Club                | Títols |
| ------------- | ------------------- | ------ |
| 01/02 - 04/05 | Rot-Schwarz Thun    |        |
| 05/06 - 06/07 | SC LUchwin.ch       |        |
| 07/08 - 09/10 | SC Friburg          |        |
| 10/11 - 11/12 | VfL Wolfsburg       |        |
| 12/13 -       | TSG 1899 Hoffenheim |        |